# Aikawa Minwa
Aikawa Minwa (合川珉和 (Aikawa Minwa?) (fl. 1806-1821) è stato un artista e illustratore giapponese.
Attivo circa tra il 1806 e il 1821, nel periodo Edo, è noto per le sue opere a stampa e la sua adesione allo stile pittorico della scuola Rinpa. La sua attività è documentata principalmente attraverso libri illustrati pubblicati nella prima metà del XIX secolo.

## Biografia
Le informazioni su Aikawa Minwa sono limitate. Non si conoscono con certezza le date di nascita e di morte, né dettagli precisi sulla sua formazione. È noto soprattutto per una serie di opere illustrate a stampa, che mostrano una forte influenza dello stile Rinpa e un'attenzione decorativa tipica dell’epoca Edo.

## Opere principali

### Manga hyakujo(百女画譜, "Album di cento donne") – 1814
Quest’opera è una raccolta di illustrazioni raffiguranti cento donne in diverse pose e contesti. Si distingue per la varietà compositiva e la raffinatezza del disegno. È una delle pubblicazioni più note di Minwa.

### Kōrin gashiki(光琳画式, "Stile pittorico di Kōrin") – 1818
In questo libro illustrato, Minwa omaggia e reinterpreta lo stile di Ogata Kōrin, uno dei principali esponenti della scuola Rinpa. L’opera ha anche un valore didattico, servendo come manuale per studenti e artisti.

### Tsūshin gafu(通神画譜, "Album illustrato delle divinità") – 1819
Una raccolta di immagini mitologiche e divine, in cui Minwa unisce soggetti religiosi a un’estetica decorativa. L’opera è nota per la varietà delle composizioni e l’uso di motivi simbolici. 

## Stile
Lo stile di Minwa si inserisce pienamente nella tradizione della scuola Rinpa, con un uso stilizzato di forme naturali, colori brillanti e una predilezione per la simmetria decorativa. Le sue illustrazioni mostrano inoltre influenze derivanti dal mondo dell’ukiyo-e, pur mantenendo una propria autonomia espressiva.

## Conservazione e collezioni
Le opere di Aikawa Minwa sono conservate in importanti collezioni museali internazionali, tra cui:
- Metropolitan Museum of Art, New York
- Freer Gallery of Art, Smithsonian Institution, Washington D.C.
- Rijksmuseum, Amsterdam

Molti dei suoi volumi illustrati sono stati digitalizzati e sono consultabili online.